# Parafia Matki Boskiej Nieustającej Pomocy w Windzie
Parafia Matki Boskiej Nieustającej Pomocy w Windzie – parafia rzymskokatolicka znajdująca się w archidiecezji warmińskiej, w dekanacie Kętrzyn.